# Distrito de Chiara (Huamanga)

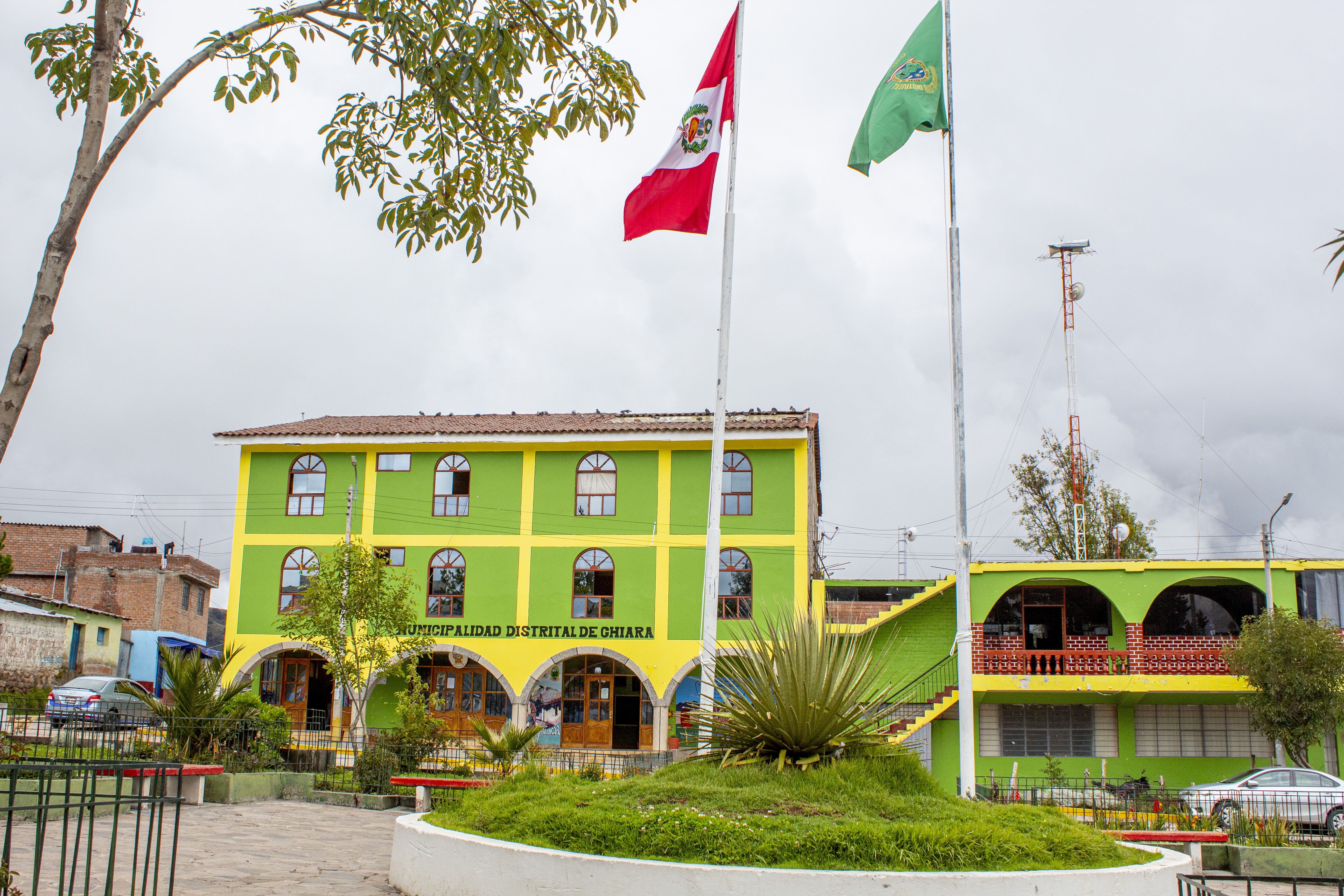
Municipalidad Distrital de Chiara, 2023.

El distrito de Chiara es uno de los dieciséis que conforman la provincia de Huamanga, ubicada en el departamento de Ayacucho, en el Perú.

## Historia
El distrito fue creado por la administración de Bolívar como pueblo en 1825 y reconocida por ley del 2 de enero de 1857 designando como capital al pueblo de Chiara.
Tuvo como antecedente un hecho histórico, el 16 de septiembre de 1,542 al promediar la tarde en las llanuras de Chupas, a 4 km al Oeste del actual pueblo de Chiara, se realizó la batalla de Chupas, entre las huestes del gobernador Vaca de Castro y de Diego de Almagro el Mozo (hijo del conquistador don Diego de Almagro) coadyuvado por batallones de indios al mando de Paullu Inca, hermano del Manco Inca. La batalla fue favorable a los realistas, gracias a la eficaz intervención de Francisco de Carvajal. Aquella jornada, que afianzo el poder real en el continente hispano-americano. Por ambas partas murieron cerca de un millar de españoles, teniendo mayor número de heridos los realistas.
Según el ing. Luis Fowler: “Los pocos indios chachapoyas que quedaron vivos después de la batalla de Chupas que fueron siete u ocho, fundaron el pueblo de Chiara, inmediato al campo de batalla, y con el privilegio de no pagar tributos, por haber peleado como aliados del bando triunfante”. Desde aquella época el pueblo de Chiara supervivió como comunidad indígena, conservando como su patrimonio las tierras encerradas entre sus quebradas y extiéndase sus pástales hasta las inmediaciones de “Achcacruz a 4 200 m s. n. m.”.
Hoy en día, el distrito de Chiara celebra su aniversario cada 3 de mayo, el día de su distritalización bajo la Ley 12301, desde el año 1955.

## División administrativa
El distrito de Chiara está conformado por las siguientes localidades o comunidades campesinas; así mismo cuenta con 4 centros poblados (Alpachaca, Manallasacc, Quishuarcancha y Sachabamba: 
| - Chiara - Chupas - Andamarca - San Miguel de Motoy - Ccespeccasa - Sallalli - Hualcapucro Chico - Hualcapucro Grande - Marayvilca - Quishuar - Cochabamba - Liriopata - Bellavista - Ichupata - Antogana - Inyalla - Aguapuquio - Quenhuacasa - Yanahuanco - Mutuyníyoc - Yanapiruro - Putacca - Alpachaca - Llachocmayo - Papachacra - Minascucho |  | - Raccaraccay - Marayníyoc - Secchapampa - Valenzuela - Quishuarcancha - Sachabamba - Chinchayllo - Huertahuayco - Manallásac - Niño Jesús de Huarapite - Remillapata - Cochabamba Alta - Pulltocc - Santa Rosa - Intihuasi - Cabracancha - Randavilca - Randavilca Baja - Orcohuasi - Pucará - Sallalli II - Motoy Alta - Pucaccasa - Tastacha - Sachabamba II - Huayco-Quesera |

## Autoridades

### Municipales
- 2023 - 2026[2]
  - Alcalde: Econ. Ulises Bautista Salvatierra.
  - Regidores:

  1. Arturo W. Sánchez Llallahui.
  2. Ana María Palomino Paquiyauri .
  3. Yeltsin R. Berrocal Reymundez.
  4. Desideria Gámez De La Cruz.
  5. Santos De La Cruz Vásquez.